# Bertil Galland

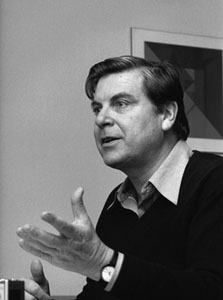
Bertil Galland

Bertil Galland (* 15. Oktober 1931 in Leysin, Kanton Waadt) ist ein französischsprachiger Schweizer Journalist, Schriftsteller und Verleger.

## Leben
Bertil Galland wuchs als Sohn eines Schweizer Arztes und einer schwedischen Mutter in Lausanne auf. Er studierte Literatur und Politikwissenschaft an der Universität Lausanne, der Universität Uppsala und der Universität Perugia.
Nach einer Ausbildung zum Journalisten in den Vereinigten Staaten war er von 1959 bis 1996 vorwiegend als Reporter und Kolumnist für mehrere Westschweizer Tageszeitungen tätig, darunter ab 1991 für den Nouveau Quotidien.
Von 1960 bis 1971 leitete er die Cahiers de la Renaissance vaudoise. Mit Jacques Chessex gründete er 1964 die Zeitschrift Écriture. 1969 gehörte er zu den Initianten des Literaturpreises Prix Georges-Nicole.
Ab 1971 führte er einen eigenen Verlag, wo er neben Werken von zeitgenössischen Westschweizer Autoren die Encyclopédie illustrée du Pays de Vaud herausgab. 1974 begründete er die ch-Reihe der ch Stiftung für eidgenössische Zusammenarbeit.
Galland lebt seit 1996 im Weiler Rimont der burgundischen Gemeinde Fley.

## Auszeichnungen
- 1982: Oertli-Preis
- 1983: Ehrendoktor der Universität Zürich
- 1986: Gesamtwerkspreis der Schweizerischen Schillerstiftung
- 1992: Montaigne-Preis
- 2007: Prix du rayonnement de la Fondation vaudoise pour la culture[1]
- 2014: Prix de l’Académie royale de langue et de littérature françaises de Belgique
- 2021: Prix des écrivains vaudois[2]

## Werke
- La Machine sur les genoux. Portrait des États-Unis à la fin du règne d’Eisenhower. Cahiers de la Renaissance vaudoise, Lausanne 1960
- Les Yeux sur la Chine. 24 Heures, Lausanne 1972
- Retrouver l’Islande. Centre de recherches européennes, Lausanne 1979
- Le Nord en hiver. Parcours du haut de l’Europe de Reykjavik à Moscou. 24 Heures, Lausanne 1985
- La littérature de la Suisse romande expliquée en un quart d’heure. Zoé, Lausanne 1986
- Princes des marges. La Suisse romande en trente destins d’artistes. 24 Heures, Lausanne 1991
- Jacqueline Veuve. 25 ans de cinéma. Cinémathèque suisse, Lausanne 1992
- Luisella. Roman. Zoé, Genf 1999
- Une femme de cinéma. Jacqueline Veuve et le nouvel envol du film documentaire. Cinémathèque suisse, Lausanne 2003
- Fortes Têtes. Éditions de l’Aire, Vevey 2005
- Une heure en Lavaux sur les pas de Franz Weber. Xenia, Vevey 2011
- Deux poètes du XXIe siècle: William Barletta – Chansons de la déesse d’or. Lars Gustafsson – Sur l’usage du feu. Slatkine, Genf 2014
- Les Pôles magnétiques. Récit des années de jeunesse, 1936–1957. Slatkine, Genf 2014
- Une aventure appelée littérature romande, suivi de Princes des marges. Destins d’écrivains. Slatkine, Genf 2014
- États-Unis, Chine: Les régions cardinales. Slatkine, Genf 2015
- Les Choses, les langues, les bêtes. Petite encyclopédie intime. Slatkine, Genf 2016
- L’Europe des surprises. À l’effondrement du Rideau de fer Parcours de Prague à Moscou. Slatkine, Genf 2017

### Herausgeberschaft
- Encyclopédie illustrée du Pays de Vaud, 12 Bände 1970–1987

### Übersetzung aus dem Schwedischen
- Soixante poèmes d’amour. Zoé, Genf 1988

## Dokumentarfilm
- Frédéric Gonseth: La saga Bertil Galland, 2021